# Народна глобална акција
Народна глобална акција (енгл. Peoples' Global Action, PGA), скраћено НГА је светска мрежа појединаца и колектива који се противе капитализму. НГА је део тзв. антиглобалистичког покрета.

## Настанак
Првобитна идеја за оснивање мреже је дошла на глобалном окупљању 1996. које су организовали запатисти у Чјапасу, којем је присуствовало 6000 људи из преко 40 земаља. У фебруару 1998, покрети за другачију глобализацију из целог света су се поново састали у Женеви, и тада је Народна глобална акција основана. Сврха ове мреже је да повеже све оне који одобравају њихова начела.

## Начела
Ово су прокламована начела НГА:
- Одбацивање капитализма, империјализма и феудализма, као и свих трговинских споразума, институција и влада које промовишу деструктивну глобализацију.

- Одбијајање свих система тлачења и дискриминације, посебно патријархата, расизма и верског фундаментализма сваке врсте. Захтевају неокрњено достајанство свих људских бића.

- Борбено држање, јер не верују да лобирање има озбиљнијег утицаја на пристрасне и недемократске организације, у којима је међународни капитал једини прави доносилац одлука.

- Позив на директну акцију и грађанску непослушност, подршка борбама друштвених покрета и свим формама отпора које увећавају поштовање живота и достојанство потлачених људи; као и изградња локалних алтернатива глобалном капитализму.

- Организациона филозофија заснована на децентрализацији и аутономији.

Такође тврде да је НГА оруђе са сарадњу, а не организација. Одбијају сарадњу са политичким партијама, етаблираним синдикатима и државама. Кажу да ниједна организација, или особа не представља НГА.

## Окупљања
Европска окупљања су до сада одржана:
- 2001. прво европско окуљање у Милану, Италија
- 2002. друго европско окуљање у Лајдену, Холандија
- 2004. треће европско окуљање у Београду, Србија
- 2006. четврто европско окуљање у Дижону, Француска

Светска окупљања су одржана:
- 1998. прво светско окупљање у Женеви, Швајцарска
- 1999. друго светско окупљање у Бангалору, Индија
- 2001. треће светско окупљање у Кокабамби, Боливија
- 2005. четврто светско окупљање у Харидвару, Северна Индија

## Критике
2002. на окупљању у Лајдену, Марија Тереза Сантана, председавајућа Пан-афричке женске асоцијације, је изразила свог гнев због еуроцентризма унутар НГА.
Августа 2003. на регионалном окупљању у Панами, речено је да се, и поред антихијерархијских намера, појавило вођство у НГА, да већину одлука доносе европљани и да неки истакнути активисти промовишу сексистичке ставове укорењене у религијском фундаментализму.
У јулу 2004. године у Београду, дошло је до многих критика на рачун функционисања “мреже”, а идејно неслагање је кулминирало насиљем када је једна домаћа организаторка окупљања сасула врелу кафу у лице момку из “супротног табора”, са чијим се виђењима није слагала.